# مارك كوهلر
مارك كوهلر (بالهولندية: Marc Koehler)‏ هو مهندس معماري هولندي، ولد في 1977.